# Диригентска палица
Диригентска палица  (муз.појам), лаки кратки штап у рукама диригента - (њемачка ријеч од латинског dirigents - oнај који управља),  којом диригент  руководи инструменталним или вокалним музичким извођењем. (енгл. baton)

## Поријекло и историјат  палице
Прачовјек у успостављању мостова са спољним свијетом реагује инстиктом  рефлексно. Опасност од дивљих звјери гони га да уздигне руку и маше њоме тјерајући их. Већ омудријели човјек у свом напредовању, узима камен, затим штап. Он се тако брани и покушава да успостави мир и сигурност за себе. Рука, па рука са каменом и штапом, покушавају да управљају спољним догађајима обезбјеђујући му егзистенцију. Еволуирали човјек, звукове спољашњег свијета почиње да углазбљује. Када су неартикулисани гласови постали артикулисни и уређени и када су се надградили подржавајући прамузику, већ се појавила и потреба да неко руководи и контролише одређену правилност новог изражаја. Ту и настаје потреба да се замишљени звукови дословно запамте али и касније репродукују. То захтјева поштовање правила и дисциплину. Настаје потреба за човјеком и начином на који ће се ово извршити. То је диригент, његова рука и диригентска палица. Тај софистиковани  и грациозни штапић је еволуирали камен и штапина у руци угроженог прачовјека.  (тамбур мажори- они који управљају добошарима) су још увијек са масивним штаповима, истина касније украшеним и уљепшаним. Они су прва озбиљна претходница суптилних и добро избалансираних ПАЛИЦА ЗА ДИРИГОВАЊЕ.
Ти префињени штапићи нису само метафорична и симболична подсјећања на прапалице којима се могла поломити кичма звјери, већ и збиљска, само много безазленија и безопаснија „пријетња“ у рукама диригента са сврхом управљања хорским пјевањем, или свирањем оркестра, правилном извођењу, примјереном тексту композитора и његовој и диригентовој музичкој замисли. 
Палице су биле и приручни згодни облици који су се нашли при непосредном извођењу музике (виолинска гудала). Прве праве палице у модерном смислу те ријечи везују се за 19 вијек између 1820. и 1840. године. Били су то дуги уски конусни дрвени штапићи са три прстена на дебљем дијелу који су имали улогу дршке. Од 1833. године, захваљујући Феликсу Менделсону, палица је у редовној употреби у Лондонској филхармонији.

## Опис палице
Диригентска палица је штап ваљкастог конусног облика дужине од 38 до 71 цм, тежине од четири до десет грама дебљим крајем усађена у дршку. Сам штап је од светлог дрвета, фибергласа или угљеничних влакана, а дршка, по којој се палице углавном и разликују, је овална, кугласта или цилиндрична, начињена од ебановине, плуте или гуме.(Најчувеније палице су „Маестро“. Њихове дршке су начињене од слоноваче и са улошком од алуминијума).

## Употреба
Палица није неопходна диригенту у извођењу музичког дјела и он је користи по сопственом нахођењу. Држи се између палца и прва два прста ослоњена на длан, најчешће десне руке. Лијевацима се сугерише да палицу држе у десној руци.

## Израда
Послије финог стругања, брушења и шмирглања штап се усађује у припремљену дршку и лијепи. Послије лакирања у дршку палице се утискује лого фирме.